# Комер
Комер (фр. Commer) насеље је и општина у западној Француској у региону Лоара, у департману Мајен која припада префектури Мајен.
По подацима из 2011. године у општини је живело 1249 становника, а густина насељености је износила 54,59 становника/km². Општина се простире на површини од 22,88 km². Налази се на средњој надморској висини од 137 метара (максималној 162 m, а минималној 77 m).

## Демографија
| 1962. | 1968. | 1975. | 1982. | 1990. | 1999. | 2011. |
| ----- | ----- | ----- | ----- | ----- | ----- | ----- |
| 569   | 622   | 608   | 799   | 987   | 1.091 | 1.249 |

График промене броја становника у току последњих година